# مری سو
در داستان‌نویسی مری سو (به انگلیسی: Mary Sue) یک کهن الگوی شخصیتی کهن در داستان است، معمولاً یک زن جوان، که اغلب به‌عنوان شایستگی غیرقابل توضیحی در همه حوزه‌ها به تصویر کشیده می‌شود، استعدادها یا قدرت‌های منحصربه‌فردی دارد، بیشتر شخصیت‌های دیگر او را دوست دارند یا به او احترام می‌گذارند، به‌طور غیرواقعی عاری از ضعف، بسیار جذاب، ذاتاً با فضیلت، و/یا به طور کلی فاقد عیوب شخصیتی معنادار است.مری سو که معمولاً زن و تقریباً همیشه شخصیت اصلی است، اغلب خودنمایی ایده‌آلانه شخص نویسنده است و ممکن است به عنوان نوعی برآورده شدن آرزوی شخصی نویسنده باشد. داستان‌های مری سو اغلب توسط نویسندگان نوجوان نوشته می‌شوند.
اصطلاح مری سو که از فن فیکشن سرچشمه می‌گیرد، توسط پائولا اسمیت در سال 1973 در داستان کوتاه تقلید آمیز «داستان یک ترککی» به‌عنوان نام شخصیتی برای شخصیت‌های زن ایده‌آل‌ که در فن فیکشن پیشتازان فضا (Star Trek) به‌طور گسترده در داستان‌های طرفداران پیشتازان فضا پخش می‌شوند، ابداع شد. این اصطلاح برای شخصیت‌های مرد نیز به کار رفته است، اگرچه ممکن است شخصیت مرد با ویژگی‌های مشابه، گری سو یا مارتی سو یا لری سو نامیده شود.
الگوی کهن مری سو به‌عنوان یک داستان(trope) ادبی، به طور گسترده با نویسندگی بی‌کیفیت مرتبط است و داستان‌هایی که از شخصیت مری سو استفاده میکنند اغلب به این خاطر ضعیف‌تر در نظر گرفته می‌شوند. اگرچه این اصطلاح بیشتر به صورت منفی استفاده می شود، اما گاهی اوقات به صورت مثبت استفاده می شود.

## تاریخچه
اصطلاح مری سو برگرفته از نام شخصیتی است که توسط پائولا اسمیت در سال 1973 در داستان تقلید آمیز "داستان یک ترککی" منتشر شده است که در مجله استار ترک فنزین اسمیت و شارون فرارو منتشر شد. در این داستان ستوان مری سو ("جوانترین ستوان ناوگان-با سن فقط پانزده و نیم سال") شخصیت های زن ایده آلیست که در فن فیکشن های استار ترک پراکنده شده اند، به تصویر کشیده می شود. داستان میخواند:
مری سو در حالی که روی پل اینترپرایز پا می‌گذاشت، فکر کرد: «وای، خدا، خدا، گلوریوسکی». "من اینجام، جوانترین ستوان ناوگان - فقط پانزده سال و نیم." کاپیتان کرک به سمت او آمد. "اوه، ستوان، من شما را دیوانه وار دوست دارم. میای با من به تختم؟"
"کاپیتان! من از اون دخترا نیستم!"
"راست میگی، و من بهت احترام می گذارم بخاطرش. اینجا، یه دقیقه هوا کشتی رو داشته باش که من برم دوتا قهوه بریزم"
آقای اسپاک روی پل آمد. "تو صندلی فرماندهی چه کار می کنی ستوان؟"
"کاپیتان به من گفت بشینم"
"بی نقص منطقیه. ذهن تو را تحسین می کنم."
کاپیتان کرک، آقای اسپاک، دکتر مک کوی و آقای اسکات با ستوان مری سو به ریگل XXXVII پرتاب شدند. آنها مورد حمله اندرویدهای سبز قرار گرفتند و به زندان انداخته شدند. در یک لحظه ضعف، ستوان مری سو به آقای اسپاک نشان داد که او نیز نیمه ولکان است. به سرعت بهبود یافت و با سنجاق سرش قفل را باز کرد و همه به کشتی برگشتند.
اما دکتر مک کوی و ستوان مری سو متوجه شدند که مردانی که به سمت پایین پرتاب شده بودند به طور جدی توسط جامپینگ کلد رابیز تحت تاثیر قرار گرفته بودند، مری سو کمتر از همه. در حالی که این چهار افسر در اتاق مریضان به سر می‌بردند، ستوان مری سو کشتی را اداره می‌کرد و اینقدر به خوبی آن را اداره می‌کرد که جایزه صلح نوبل، نشان ولکان گالانتری و نشان ترالفامادوری خوب را دریافت کرد.
با این حال سرانجام بیماری به او رسید و او به شدت بیمار شد. در اتاق مریضان در حالی که آخرین نفس خود را می کشید، توسط کاپیتان کرک، آقای اسپاک، دکتر مک کوی و آقای اسکات احاطه شده بود و همه از از دست دادن جوانی زیبا و زیبایی جوانیش، هوش، توانایی و همه خوبی هایش بی شرمانه گریه می کردند.  حتی تا به امروز تولد او یک تعطیلات ملی در اینترپرایز است. 
در سال 1976 ویراستاران Menagerie نوشتند:
داستان‌های مری سو—ماجراهای جوان‌ترین و باهوش‌ترین فردی که از آکادمی فارغ‌التحصیل شده و تا به حال در چنین سن کمی کمیسیون دریافت می‌کند, است. معمولاً با مهارت بی سابقه در همه چیز از هنر گرفته تا جانورشناسی، از جمله کاراته و مچ اندازی مشخص می شود. این شخصیت را می‌توان در حال فرو رفتن به لطف/قلب/ذهن خوب یکی از سه بزرگ [کرک، اسپاک و مک‌کوی]، اگر نه هر سه در یک زمان، یافت. او با هوش و توانایی خود روز را نجات می دهد، و اگر ما خوش شانس باشیم، این لطف را دارد که اگر در پایان بمیرد تمام کشتی سوگوار او می شود.
اسمیت و فرارو این شخصیت را خلق کردند تا الگوی تکرارشونده ای را که در ارسال‌های نویسنده ها به Menagerie یافت می‌شود به تمسخز تقلیدی بگیرند، که در آن زن جوانی وارد Starship Enterprise می‌شود و به سرعت بر شخصیت‌های شناخته شده پیروز می‌شود. در حالی که شخصیت مری سو در اصل جنسیت خاصی نداشت، این داستان‌های ارسالی معمولاً توسط زنان نوشته می‌شد. به گفته اسمیت و فرارو، بر خلاف هواداران علمی تخیلی بزرگتر، بیشتر طرفداران Star Trek را زنان تشکیل می دادند.
اصطلاح مری سو همچنین می تواند به ژانر فن فیکشن با چنین شخصیت هایی اشاره داشته باشد. این داستان‌ها قهرمان‌های زن جوان، جذاب و با استعدادی استثنایی را نشان می‌دهند و نقش خود نویسنده را در داستان وارد می‌کنند. آنها اغلب تضاد داستان را حل می کنند، عشق شخصیت های دیگر را به دست می آورند و در پایان به مرگ قهرمانانه می میرند.  داستان های مری سو اغلب توسط نویسندگان نوجوان نوشته می شود. یک نویسنده ممکن است شخصیت جدیدی را بر اساس خودش بسازد، یا ممکن است شخصیت و علایق یک شخصیت تثبیت شده را تغییر دهد تا بیشتر شبیه خودش باشد.
شخصیت Mary Sue در جوامع طرفداران به عنوان یک شخصیت ضعیف، بی نقص و فاقد واقع گرایی, بار معنایی منفی پیدا کرده است. اسمیت و فرارو در ابتدا نام های (مردانه) دیگری مانند "Murray Sue" یا "Marty Sue" را در نظر گرفته بودند. اسمیت بعداً در مقایسه این شخصیت با پروکسی‌های مرد مانند سوپرمن گفت: «برای [مردها] اشکالی ندارد که شخصیت‌های جانشینی داشته باشند که فوق‌العاده قادر باشند».
در حالی که در ابتدا برای توصیف شخصیت‌های فن فیکشن استفاده می‌شد، این اصطلاح به شخصیت‌ها و داستان‌ها در داستان‌های تجاری منتشر شده نیز گفته می‌شود.

## بررسی
به گفته کامیل بیکن اسمیت، فولکلورشناس، این برچسب «تحقیر شده‌ترین ژانر جهانی در کل فن فیکشن» است و ممکن است با محدود کردن ویژگی‌های مجاز برای شخصیت‌های زن، «جنسیت گرایی خودتحمیلی» را نشان دهد. نویسنده  Ann C. Crispin اصطلاح مری سو را به عنوان "بی‌ارزش توصیف کرد، به این معنی که شخصیتی که به طور خلاصه نادیده گرفته شده است، یک شخصیت واقعی نیست، مهم نیست چقدر خوب ترسیم شده باشد، چه جنس، چه گونه یا درجه فردیت" طبق گفته جکی منسکی در Smithsonian، همانطور که این اصطلاح در استفاده شهرت یافت، طرفداران - اغلب طرفداران مرد - از آن برای تحقیر هر شخصیت زن توانا استفاده کرده اند.
دو ویژگی ایده‌آلی‌سازی و خود درج‌کردن معمولاً توسط طرفداران به‌عنوان ویژگی‌های شخصیت مری سو ذکر می‌شود. آنجی فازکاس و دن وینا می نویسند که چنین شخصیت هایی "فرصتی را برای دختران نوجوان فراهم می کنند تا خود را در روایت های فرهنگ عامه به عنوان قهرمان داستان های خود بنویسند". به گفته جکی مانسکی در Smithsonian، برخی از منتقدان استدلال می‌کنند که «مری سوز دروازه‌ای را برای نویسندگان، به‌ویژه زنان و اعضای جوامع کمتر نشان داده شده باز کرد که خود را در شخصیت‌های خارق‌العاده ببینند».
به گفته بیکن اسمیت، داستان‌های مری سو «مرکز تجربه دردناک نوجوانی یک طرفدار زن هستند»، به‌ویژه برای کسانی که نمی‌توانند یا نمی‌خواهند از نظر فکری یا جسمی مطیع همسالان مرد خود باشند. آن‌ها ترکیبی از شخصیت‌های اصلی فعال را با «ویژگی‌های تایید شده فرهنگی زیبایی، فداکاری و خودفریبی» نشان می‌دهند. در نسخه های فن فیکشن، قهرمان به طور معمولی در پایان داستان می میرد. بیکن اسمیت می گوید که این بیانگر «حقیقت فرهنگی» است که برای وارد شدن به زنانگی در یک جامعه آمریکایی پر از مرد، باید «عامل فعال درون [خود]» را کشت. بنابراین مری سو مظهر "فانتزی از زن کامل" است، که برای خدمت به نیازهای مردان و در عین حال به حداقل رساندن توانایی های خود وجود دارد.
اسمیت در سال 1980 اظهار داشت که قصد او هرگز این نبود که تمام داستان‌های مربوط به زنان الهام بخش را کنار بگذارد. با این حال، بیکن اسمیت استدلال می کند که ترس از ایجاد «مری سو» ممکن است برای برخی از نویسندگان محدود کننده و حتی بستی بر دهان آنان باشد. او به نقل از شماره‌ای از آرشیوهای مجله پیشتازان فضا، پارانویای «مری سو» را به عنوان یکی از منابع فقدان «قابل باور، شایسته و قابل شناسایی با شخصیت‌های زن» معرفی می‌کند. در این مقاله، نویسنده جوانا کانتور با خواهرش ادیت، که همچنین یک ویراستار آماتور است، مصاحبه می‌کند، که می‌گوید داستان‌هایی با نامه‌های پوششی دریافت می‌کند که برای داستان «مری سو» عذرخواهی دریافت می‌کند، حتی زمانی که نویسنده اعتراف می‌کند که نمی‌داند «مری سو» چیست. " است.
به گفته ادیث کانتور، در حالی که پائولا اسمیت اصلی «داستان ترِکی» تنها ده پاراگراف بود، «از نظر تأثیر آن‌ها [...] آن کلمات [مری سو] باید با قانون خدمات انتخابی در بالاترین رتبه قرار بگیرند». در انجمن طرفداران Star Trek ClipperCon در سال 1987، طی بحثی توسط نویسندگان زن، یکی از نویسندگان اظهار داشت: "هر بار که سعی کردم یک زن را در هر داستانی که تا به حال نوشته‌ام قرار دهم، همه بلافاصله می‌گویند، این یک مری سو است." بیکن اسمیت می نویسد که "شرکت کنندگان در یک میزگرد در ژانویه 1990 با ناراحتی فزاینده خاطرنشان کردند که هر شخصیت زنی که در جامعه [طرفداران] خلق شود با اصطلاح مری سو پیوند می خورد" [تاکید بر اصل].

## انواع
با معمولیت کمتر از شخصیت های مرد ممکن است برای شخصیت دادن به همان عملکردهای تحقق آرزوها استفاده شود. این شخصیت‌ها که مارتی سو، گری سو، یا لری سو نامیده می‌شوند، معمولاً در فرهنگ طرفداران به‌عنوان الحاقی به تروپ مری سو مورد بحث قرار می‌گیرند. به عنوان مثال، طرفداران استدلال کرده اند که در Star Trek، شخصیت James T. Kirk یک "مارتی سو" است.
در مصاحبه ای در سال 2012، پائولا اسمیت گفت که جایگزین مرد به ندرت مورد اشاره قرار می گیرد و از جیمز باند و سوپرمن به عنوان شخصیت های محبوب «مارتی سو» نام می برد. او استدلال کرد که مری سو های مرد برای مخاطب مرد درحال رسیدن به سن بلوغ مفید است: "آنچه در فرهنگ روی آن تمرکز می شود توسط پسران و مردان جوان تعریف می شود. از نظر روانشناسی، یک نقطه عطف در زندگی مردان وجود دارد. نقطه ای وجود دارد که آنها باید از زنان در جوانی خود جدا شوند، و سپس بعداً به عنوان مردان بالغ به زنان باز می گردند، اما بسیاری از مردان هرگز موفق نمی‌شوند، هرگز به دنیایی که زنان را به عنوان انسان‌ میشناسند، باز نمی‌گردند.»

## نمونه
کاربران توییتر بر اساس مهارت‌های ظاهراً طبیعی ری به عنوان مکانیک، جنگنده، خلبان و کاربر «نیرو» که از دیگر شخصیت های اصلی فیلم مورد تحسین قرار گرفته، بحث کرده‌اند که آیا سه‌گانه‌ی دنباله‌ی جنگ ستارگان، مری سو را در قهرمانش، ری، به نمایش می‌گذارد. نویسنده کارولین فرامک از Vox این نکات را با جنبه‌های مشابه شخصیت لوک اسکای واکر مقایسه می‌کند و به این نتیجه می‌رسد که درک ری از توانایی‌هایش لزوماً تأثیرگذارتر از لوک نیست. فرامکه استدلال می کند که انتقاد "غریزی" طرفداران از شخصیت هایی مانند ری نشان دهنده استانداردی دوگانه است، زیرا قهرمانان مرد "به ظاهر کامل" به ندرت مورد انتقاد قرار می گیرند. تاشا رابینسون از The Verge می‌نویسد: «اگر ری، قهرمان مرد سفیدپوست استاندارد بود، نگران خونسردی بیش از حد ری نبودیم». در حالی که رابینسون بیان می کند که ری "یک نوع شخصیت مری سو" است، او پیشنهاد می کند که از "بی عیب و نقص بودن شخصیت" لذت ببرید، نه اینکه آن را به عنوان یک مشکل تلقی کنید. در مقاله ای به نوشته سانی باچ در واشنگتن پست باچ استدلال می کند که فقدان ایرادات ری شخصیت او را کمتر جالب و قابل ربط می کند و می گوید: "مشکل ری این نیست که او یک زن است، بلکه این است که او یک شخصیت خسته کننده کامل است." به طور مشابه، در مقاله‌ای از گاردین، پیتر بردشاو، منتقد فیلم، پیشنهاد می‌کند که کامل بودن ری تنش و درام داستان را تضعیف می‌کند و می‌نویسد: «ری نه تنها به‌طور چشمگیری جالب نیست، بلکه به عنوان یک انسان نیز قانع‌کننده نیست».
شخصیت آریا استارک از سریال بازی تاج و تخت شبکه HBO به دلیل نقش قهرمانانه‌اش در قسمت پایانی سریال به عنوان مری سو شناخته شده است. ناامیدی از این شخصیت الهام بخش پاسخی در وب سایت فمینیستی The Mary Sue شد، که نام خود را به عنوان تلاشی برای "اقتباس مجدد" این اصطلاح انتخاب کرد.
Gavia Baker-Whitelaw از The Daily Dot شخصیت اصلی My Immortal، Ebony Dark'ness Dementia Raven Way را به‌عنوان یک قهرمان داستان مری سو توصیف کرد که به وضوح, نسخه‌ای تجلیل‌شده ایی از نویسنده بود. علاوه بر اینکه در بین مردم به عنوان یکی از بدترین آثار فن فیکشن که تا به حال نوشته شده است دیده میشود، My Immortal به دلیل استفاده از استعاره(Trope) های مرتبط با نوشته های بی کیفیت، از جمله تروپ مری سو، بدنام است.
قسمت "Buffy the Vampire Slayer "Superstar به عنوان یک طعنه عمدی از نوع داستان های مری سو/مارتی سو تحلیل شده است. در «سوپراستار»، یک شخصیت جزئی سریال، جاناتان لوینسون، طلسم تقویتی را انجام می‌دهد که او را محبوب و فوق‌العاده می‌سازد.
کیدرا چانی و رایزل لیبلر در مجله فرهنگ عامه فمینیستی Bitch شخصیت وسلی کراشر را در Star Trek: The Next Generation به عنوان یک «شبه گری سو» توصیف می‌کنند که «نوجوانی باهوش است که به نظر می‌رسد همیشه پاسخ‌های مشکلات را کشف می‌کند وکسی که بدون آموزش رسمی به خدمه اینترپرایز ارتقا یافت. به گفته نویسنده پت فلیگر، این شخصیت ممکن است نقشی برای جین رودنبری، که نام میانی او وسلی بود، باشد.
به گفته بیکن اسمیت، داستان‌هایی که شکل «ناب» شخصیت مری سو را نشان می‌دهند «در بخش پیشتازان فضا در هر کتابفروشی یافت می‌شوند». برای مثال در رمان 1986 Dreadnough پیشتازان فضا، توسط دایان کری، قهرمان داستان، کادت پایپر، با استفاده از یک مانور از یک رمان ماجراجویی دخترانه، یک آزمون آموزشی را شکست می دهد. به او گفته می شود که او اولین کسی است که در امتحان را صادقانه قبول شده است. توسط کاپیتان کرک برای اینترپرایز استخدام می شود که با او "اتصال پنهانی" احساس می کند. او در طرح مربوط به یک کشتی ربوده شده, مرکزی می شود. او باید کرک را با پرت کردن حواس نگهبانانش از اسارت آزاد کند. در اوج داستان، فرماندهی کشتی را بر عهده می گیرد. ابتدا به ستوان و سپس ستوان فرمانده ارتقاء می یابد. جوانترین کسی می شود که دومین جایزه برتر فدراسیون را به دلیل نبوغ خود در "کمک به نجات ناوگان ستاره" دریافت می کند. و در پایان رمان با کرک قرار می گذارد تا به سفر بپردازذ.